# Lighter (Galantis, David Guetta & 5 Seconds of Summer)
Lighter is een nummer van de Zweedse dj Galantis, de Franse dj David Guetta en de Australische band 5 Seconds of Summer uit 2024.

## Achtergrondinformatie
"Lighter" is een nummer met een vrolijk geluid. De ik-figuur in het nummer zingt dat hij zich in moeilijke tijden beter voelt met zijn geliefde aan zijn zijde. Christian Carlsson van Galantis zei over de plaat: "Het is een speciaal nummer omdat het creatieve momentum tussen mijzelf, David en 5SOS zo goed op elkaar aansluit. Onze samenwerking verzilverden we in een muziekstuk dat emotioneel en tijdloos aanvoelt. 5SOS-gitarist Michael Clifford is een muziekliefhebber die heel erg op mij lijkt. De nauwe samenwerking met hem bij het produceren van de live-elementen zoals strijkers, gitaar en drums was erg inspirerend. En het is altijd geweldig om met David samen te werken. Na de geweldige reacties die we kregen op Heartbreak Anthem is het spannend om opnieuw samen zo’n een grote banger uit te brengen".
Het nummer flopte in de thuislanden van Galantis, Guetta en 5 Seconds of Summer, maar werd wel een hit in het Nederlandse taalgebied. In de Nederlandse Top 40 bereikte de plaat een bescheiden 31e positie, terwijl in de Vlaamse Ultratop 50 de 28e positie werd gehaald.

## Tracklijst
Muziekdownload
1. "Lighter" - 2:52